# Ceres (mytologi)
För andra betydelser, se Ceres.

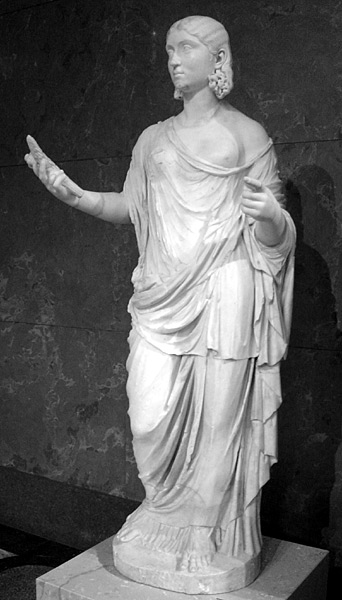
Staty föreställande Ceres.

Romerskt silvermynt med gudinnan Ceres, 61 f.Kr.

Ceres var en gudinna som i romersk mytologi representerade grödorna och naturens växtkrafter. Den grekiska motsvarigheten är Demeter. I kulten hade hon kopplingar till Tellus, jordgudinnan. 
Ceresdyrkandet i Rom är mycket gammalt och hennes mest kända kultplats var Ceres, Libers och Liberas helgedom på Aventinen. Under en svältkatastrof år 496 f.Kr. fick man i Rom genom Sibyllinska böckerna rådet att börja införa de grekiska gudarna Demeter, Kore och Bacchus. Ett tempel stod klart tre år senare där dessa sedan dyrkades under namnen Ceres (som var huvudgudomligheten), Liber och Libera, och templet blev plebejernas sakrala centrum. 
Fest för Ceres, Cerealia, firades i april bland annat med lekar i rännarbanan och andra högtidligheter. Som jordgudinna fick Ceres också offergåvor vid begravningar. Hennes prästerskap, Sacerdos Cereris, var tillsammans med vestalerna Roms enda statligt finansierade kvinnliga prästerskap.